# Parler à mon père
A Parler à mon père (Apámmal beszélni) Céline Dion 2012-ben megjelent Sans attendre című francia nyelvű stúdióalbumának első kislemeze, mely digitálisan letölthető formában jelent meg 2012. július 2-án.

## Albuminformációk
A Parler à mon père szerzője Jacques Vénéruso, aki Patrick Hampartzoumian mellett társproducere is a dalnak. Az első harminc másodperces előzetest 2012. június 29-én tették közzé Céline hivatalos weboldalán, ezután július 1-jén a teljes verzió is hallható volt, július 2-ától pedig rádiós és digitális letöltés formájában vált elérhetővé.
A videóklip szintén két részletben kerül a rajongók elé. Szeptember 5-én a Celinedione.com-on bemutatták az előzetest, majd következő nap a teljes verziót.
Vénéruso már korábbi daloknál is együtt dolgozott Céline-nel, köztük a Sous le vent, a Tout l'or des hommes és a Je ne vous oublie pas című daloknál is. Ez a dal az énekesnő édesapjáról szól, aki 2003. november 30-án hunyt el, és aki Céline legnagyobb rajongója volt.

## Listahelyezések
| Lista                                    | Legjobb helyezés |
| ---------------------------------------- | ---------------- |
| Belgiumi Flamand Ultratip kislemez lista | 12               |
| Belgiumi Vallon Ultratop kislemez lista  | 21               |
| Canadian AC Chart                        | 29               |
| Canadian Hot 100                         | 53               |
| Francia kislemezlista                    | 32               |
| Quebeci felnőtt kortárs lista            | 1                |
| Quebec Top 5 BDS                         | 1                |
| Quebec Radio Correspondents Chart        | 3                |